# 1910 في مصر
فيما يلي قوائم الأحداث التي وقعت خلال عام 1910 في مصر.

## سياسة

### تعيين في المنصب
- 1 يناير – محمد سعيد باشا رئيس الوزراء المصري.

### انتهاء فترة المنصب
- 21 فبراير – بطرس غالي رئيس الوزراء المصري.

## مواليد

### يناير
- 1 يناير – أحمد محمد الحوفي
- 1 يناير – عيد أبو جرير

### فبراير
- 10 فبراير – أحمد حليم لاعب كرة قدم مصري.

### مارس
- 13 مارس – محمد عبد الوهاب ملحن وممثل مصري.
- 23 مارس – مصطفى طه لاعب كرة قدم مصري.

### أبريل
- 10 أبريل – أبو بكر خيرت
- 15 أبريل – أمينة رزق ممثلة مصرية.

### مايو
- 12 مايو – دوروثي هودجكن كيميائية بريطانية.

### يوليو
- 10 يوليو – كمال إستينو سياسي مصري.

### نوفمبر
- 9 نوفمبر – أبو السعود الإبياري ممثل مصري.

### ديسمبر
- 15 ديسمبر – علوية جميل ممثلة.
- 22 ديسمبر – محمود المليجي ممثل مصري.

## وفيات

### فبراير
- 21 فبراير – بطرس غالي (مواليد 1846) سياسي مصري.

### أغسطس
- 12 أغسطس – عين الحياة رفعت (مواليد 1858)